# Roodbuiklijster
De roodbuiklijster (Turdus rufiventris) is een zangvogel uit de familie lijsters (Turdidae).

## Verspreiding en leefgebied
Deze soort telt twee ondersoorten:
- T. r. juensis: noordoostelijk Brazilië.
- T. r. rufiventris: van oostelijk Bolivia tot zuidoostelijk Brazilië en Uruguay.